# Şehriye

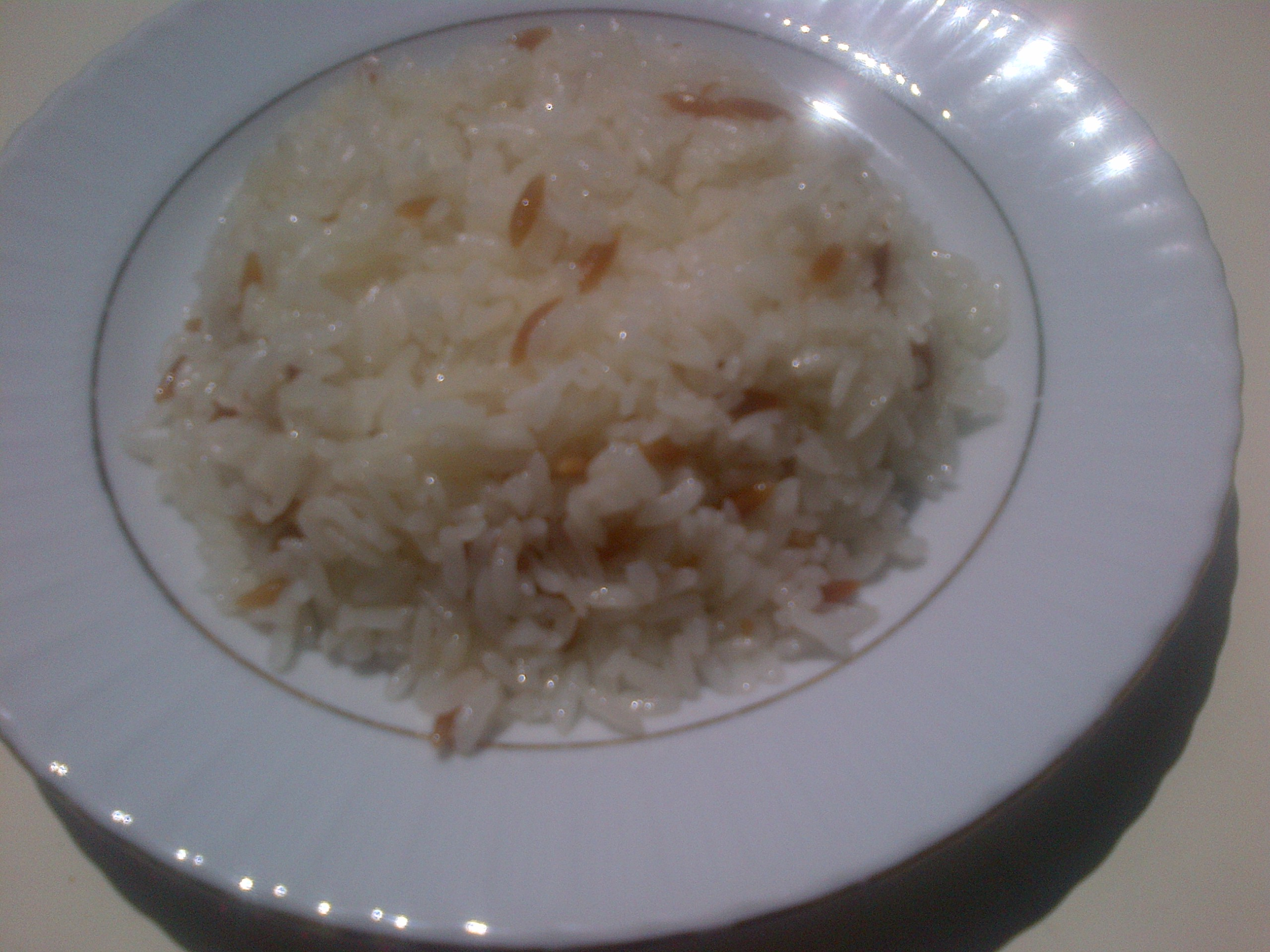
"Şehriyeli pilav".

El şehriye (en turco), shareyah (en árabe, شعرية) es una variedad de pasta utilizada en la gastronomía turca y otras zonas del Mediterráneo. Hay dos variedades de şehriye: Tel şehriye y arpa şehriye. Estos dos nombres se pueden traducir como «şehriye de hilo» y «şehriye de cebada» por las formas de la pasta, respectivamente, que se parecen al alambre (mucho más finas que los fideos) o los granos de cebada. Similar a la pastina y al capelli de angelo italianas, el şehriye se hace en sopa (tel şehriye çorbası y arpa şehriye çorbası) o se añaden a pilav (şehriyeli pilav o «pilav con şehriye» en turco). Una variedad de este plato, Ankara tava, se elabora sólo con arpa şehriye, en lugar de arroz. Antiguamente se hacían reuniones para elaborar şehriye casero en Mardin. En Turquía se elabora şehriye desde los tiempos selyúcidas.

## Galería

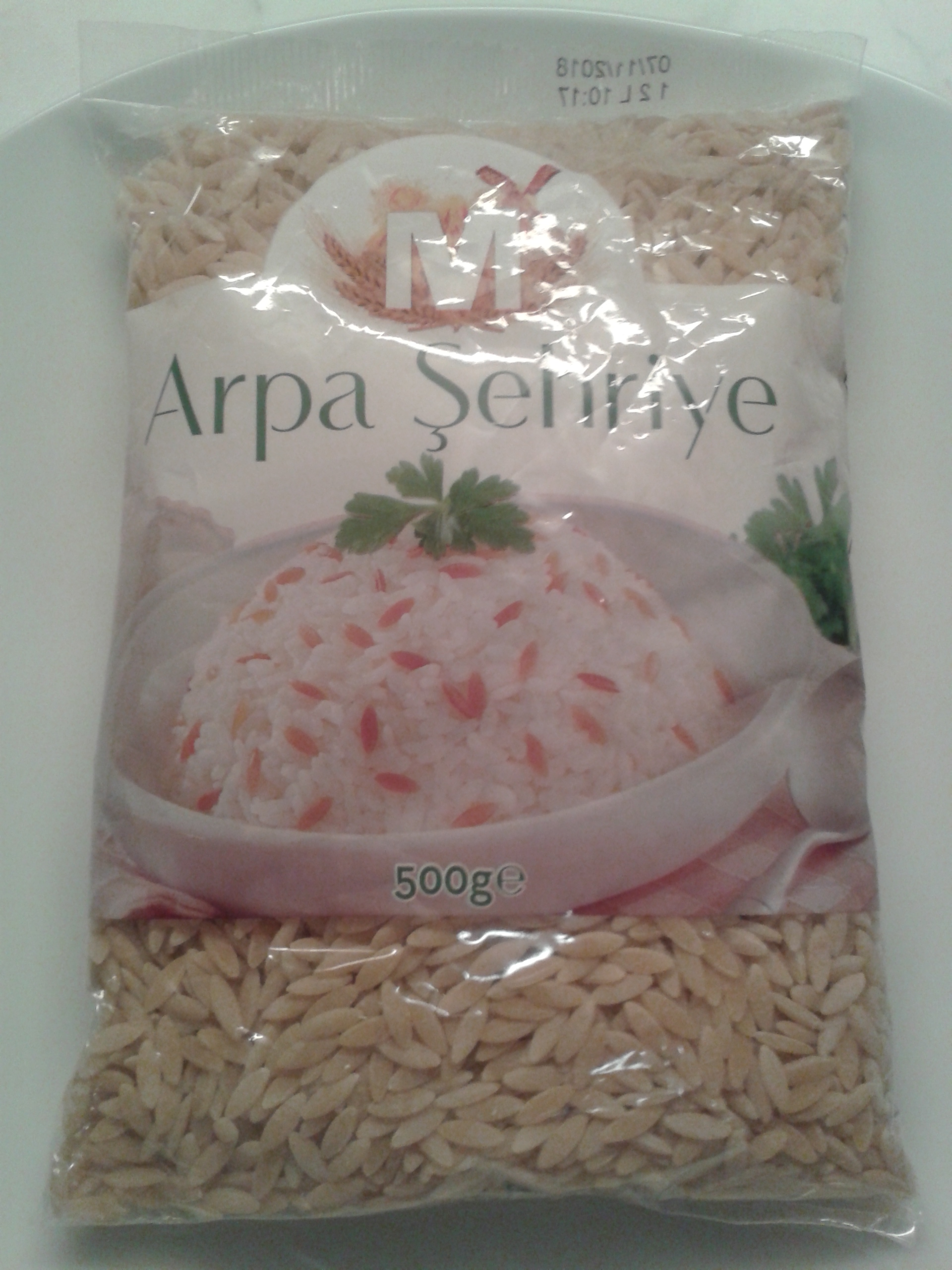
Arpa şehriye
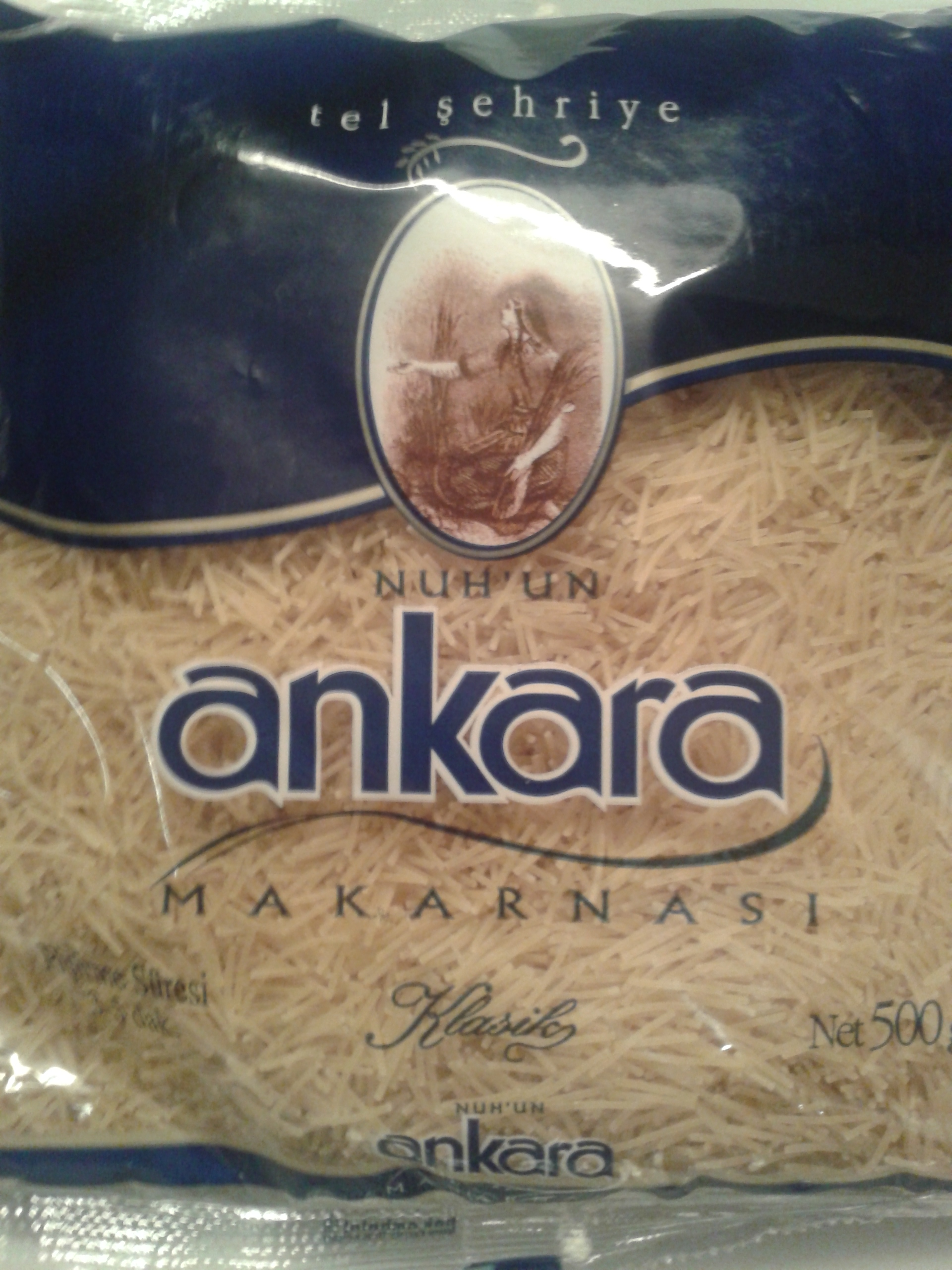
Tel şehriye
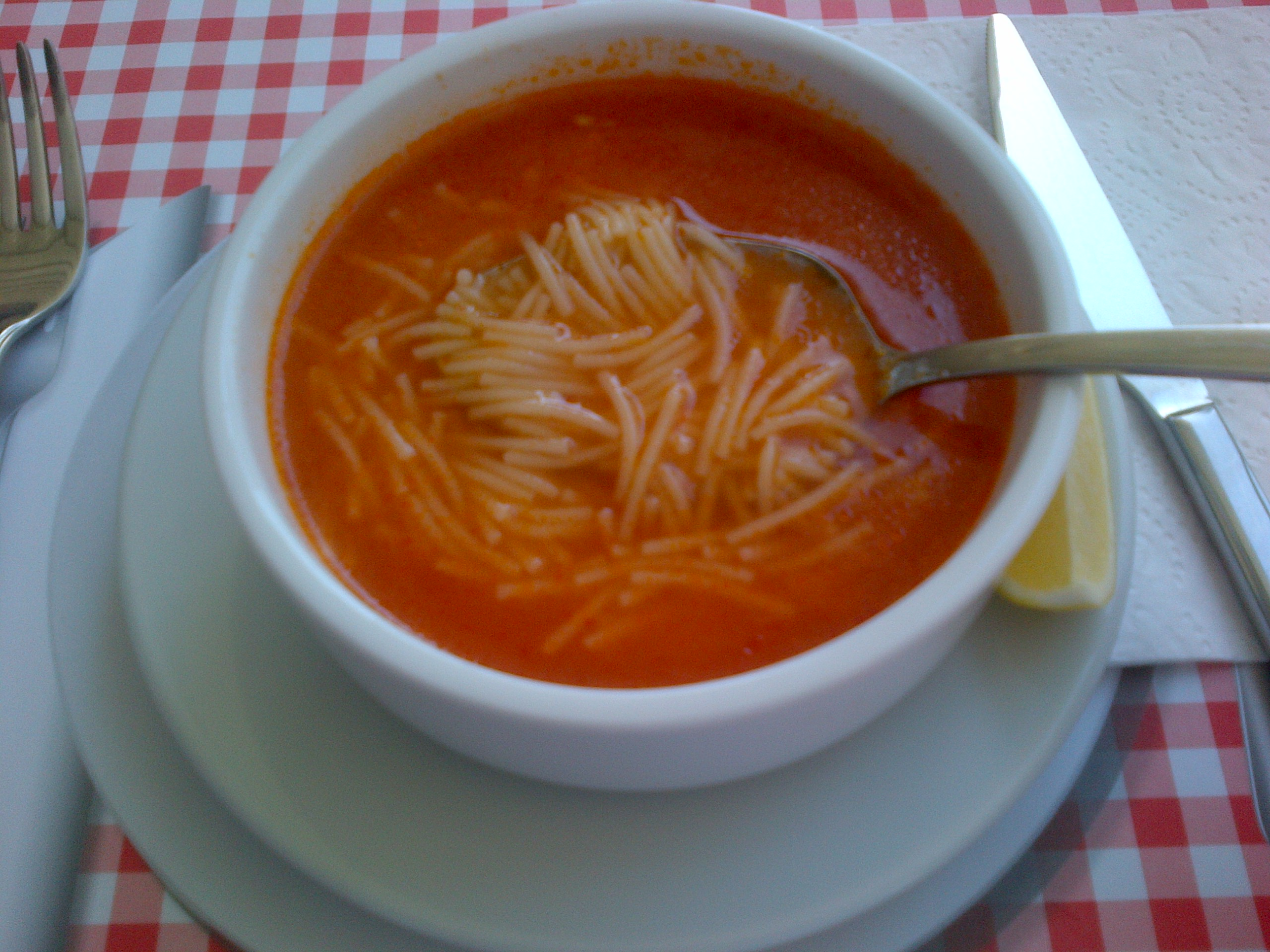
Tel şehriye çorbası

- Datos: Q4822264
- Multimedia: Şehriye / Q4822264